# Folkets Nyheter
Folkets Nyheter var en svensk högerextrem politisk tidskrift som gavs ut sporadiskt med början  2003. Tidningen startades av föreningen Svenska Media med syftet att skapa en ofta utkommande nyhetstidning. Chefredaktör var Lennart Berg, tidigare verksam inom Svenska Motståndsrörelsen och Nationaldemokraterna. Andra skribenter som förekom var Lars Adelskogh (som även finansierade tidningen) och Jonas De Geer som tidigare skrivit för tidningen Salt. Björn Herstad som även han hade en bakgrund i Nationaldemokraterna var också med och grundade tidskriften.
2004 övertog Nordiska Förlaget, ett bolag närstående det högerextrema Nordiska Förbundet, utgivningen. Nordiska förlaget tog även över tidningen Nordisk frihet vid samma tillfälle. Under 2009 avtog Nordiska förbundets verksamhet, vilket även innebar att Folkets nyheters verksamhet stannade av. Året därpå lade förbundet formellt ner sin verksamhet.